# Жисе ле Вјеј
Жисе ле Вјеј (фр. Gissey-le-Vieil) насеље је и општина у источном делу централне Француске у региону Бургоња, у департману Златна обала која припада префектури Монбар.
По подацима из 2011. године у општини је живело 103 становника, а густина насељености је износила 12,29 становника/km². Општина се простире на површини од 8,38 km². Налази се на средњој надморској висини од 349 метара (максималној 505 m, а минималној 337 m).

## Демографија
| 1962. | 1968. | 1975. | 1982. | 1990. | 1999. | 2011. |
| ----- | ----- | ----- | ----- | ----- | ----- | ----- |
| 121   | 128   | 101   | 72    | 74    | 104   | 103   |

График промене броја становника у току последњих година